# Martinson-Insel
Die Martinson-Insel ist eine 900 m lange und bis zu 224 m hohe Insel vor der Westküste der Antarktischen Halbinsel. Sie ist die größte und südlichste der drei Gould-Inseln im Südwesten der Marguerite Bay. 
Das Advisory Committee on Antarctic Names benannte sie 2009 nach Douglas G. Martinson, Expeditionsleiter der Forschungsfahrt mit der RV Laurence M. Gould der US-amerikanischen National Science Foundation, bei der im Januar 2009 die Gould-Inseln gesichtet und ihre Position bestimmt wurde.